# Луценко, Андрей Николаевич
Андрей Николаевич Луценко (род. 30 апреля 1963, Магнитогорск, Челябинская область, СССР) — российский политический деятель. Председатель Законодательного Собрания Вологодской области с 27 сентября 2016 года по 27 июня 2024 года. Секретарь Политсовета Вологодского регионального отделения ВПП «Единая Россия» с 28 декабря 2016 года. Дважды удостоен звания «Лучший изобретатель ОАО „Северсталь“» и «Заслуженный работник ОАО „Северсталь“».

## Биография
Родился в Магнитогорске в 1963 году. Украинец.
В 1985 году окончил Магнитогорский горно-металлургический институт им. Г. И. Носова по специальности «Обработка металлов давлением», квалификация инженер-металлург.
С 1985 года — вальцовщик стана горячей прокатки, старший мастер, заместитель начальника сортопрокатного цеха, начальник сортопрокатного цеха, технический директор — главный инженер, директор по производству Череповецкого металлургического комбината.
В 2003—2005 году прошёл профессиональную переподготовку в ГОУ «Академия народного хозяйства при Правительстве Российской Федерации» по программе «МВА: Менеджмент. Международный бизнес» получил степень «Мастер делового администрирования — Master of Business Administration (MBА)».
В 2007 году присуждена учёная степень — Кандидат технических наук.
С 2011 года — директор по производству — главный инженер дивизиона Северсталь Российская Сталь.
С июня 2014 года — первый заместитель Губернатора Вологодской области.
На выборах 18 сентября 2016 года избран депутатом Законодательного Собрания области по областному избирательному округу от Вологодского регионального отделения Всероссийской политической партии «Единая Россия». Избран председателем Законодательного Собрания области.
28 декабря 2016 года на отчётно-выборной конференции Вологодского регионального отделения партии «Единая Россия» избран секретарем Вологодского регионального отделения партии.
11 февраля 2022 года переизбран секретарём Вологодского регионального отделения партии на отчётно-выборной конференции Вологодского регионального отделения партии «Единая Россия».
26 июня 2024 года на 36-й сессии Андрей Луценко заявил о сложении полномочий председателя ЗСО.
25 июня 2025 года на 49-й сессии Андрей Луценко заявил о сложении полномочий депутата ЗСО.

## Награды
- Дважды лауреат премии за выдающиеся работы в области металлургии имени академика Бардина (2001 и 2005 год)
- Медаль ордена «За заслуги перед Отечеством» II степени.
- Премия Правительства Российской Федерации в области науки и техники (2011 год).

## Личная жизнь
Женат, имеет двоих детей.